# Garthambrus poupini
Garthambrus poupini is een krabbensoort uit de familie van de Parthenopidae. De wetenschappelijke naam van de soort is voor het eerst geldig gepubliceerd in 1993 door Garth.